# Principat de Bissau
Bissau (o Baswa) fou un estat (nizamat) tributari de Jaipur al Shekawati, Rajasthan, a uns 170 km al nord-oest de Jaipur (ciutat) i prop del límit amb el principat de Bikaner. El seu governant era un thakur que pagava un tribut de 9700 rúpies al darbar o cort de Jaipur. La capital era Bissau o Baswa, amb 7.726 habitants el 1901 (6546 el 1881); la ciutat vella estava emmurallada. Modernament el nom de Baswa ha predominat per la confusió que originava amb la capital de Guinea-Bissau.